# Eddie Kidd Jump Challenge
Eddie Kidd Jump Challenge, scritto anche The Official Eddie Kidd Jump Challenge, è un videogioco di motocross pubblicato nel 1984-1985 per gli home computer Acorn Electron, BBC Micro, Commodore 64, MSX e ZX Spectrum dalla Martech. Usa l'immagine del motociclista acrobatico britannico Eddie Kidd e rappresenta la specialità del salto, nella quale Kidd era un campione.
Kidd fornì anche consulenza per lo sviluppo del gioco, secondo quanto dichiara la Martech, e partecipò alla sua promozione al Personal Computer World Show di settembre 1984.

## Modalità di gioco
Il giocatore pilota una moto vista di profilo in un ambiente bidimensionale a scorrimento orizzontale. Lo scenario consiste in terreno piatto, una rampa in salita, una serie di automobili parcheggiate una accanto all'altra che devono essere saltate, e una rampa per atterrare e ridiscendere dall'altro lato. Quando si completa con successo un salto, si passa al livello successivo, dove il numero di auto aumenta ogni volta di uno, e quindi aumenta l'ampiezza del salto da compiere. A parte questo, lo scenario resta sempre lo stesso. Se invece si fallisce e si cade, la partita termina e si può solo ricominciare da capo.
La versione per Commodore 64 si presenta molto diversa dalle altre, che invece sono simili tra loro. Su Commodore 64 la moto è inquadrata da vicino, con grafica molto grande, sullo sfondo di un muro grigio e di palazzi in lontananza, con lieve scorrimento anche in verticale quando si va sulle rampe. Sugli altri computer la scena è vista da più lontano, con la moto molto più piccola, su uno sfondo di campagna, con un pannello informativo che occupa la parte bassa dello schermo. Anche i controlli sono un po' differenti. In particolare solo sugli altri computer (nonostante il manuale lo riportasse anche per il C64) c'è un primo livello dove si salta con una bicicletta BMX.
Il controllo della moto, che procede sempre dritta, consiste nell'accelerazione, freno e cambio delle marce (4 su C64, 5 sugli altri). Inoltre si controlla la postura del pilota sulla moto, facendolo inclinare in avanti o indietro; in avanti si favorisce la velocità e all'indietro si favorisce il sollevamento della moto fino all'eventuale impennata. Sul C64 il pilota si può anche sollevare e abbassare sulla sella. Un comando permette di girare la moto, quando è ferma o lenta, per invertire il verso di marcia, o anche per cercare di annullare un salto all'ultimo momento con un brusco scarto quando la moto è veloce. Mentre sul C64 si inizia già alla massima distanza dalla rampa, sugli altri computer bisogna prima allontanarsi per prendere la rincorsa, quindi girare la moto è sempre necessario.
Per effettuare correttamente il salto è fondamentale raggiungere la velocità giusta e poi dare l'angolazione corretta al pilota per saltare e per regolare l'assetto durante il volo. L'atterraggio è bene farlo sulla ruota posteriore.
Apparentemente solo nelle versioni ZX Spectrum e MSX è presente un fattore casuale del vento, che può influire sul salto. In tali versioni il pannello informativo sotto la visuale è più dettagliato, con indicatori a barra della velocità e dei giri del motore, numero della marcia, una piccola manica a vento e altro. Su BBC ed Electron il pannello è un po' più semplice e sul C64 è del tutto assente (marcia e giri si possono capire dal rumore del motore).
Esclusa la versione C64, prima di saltare con la moto si deve completare il salto con la bicicletta, tecnicamente simile ma al di sopra di una serie di barili anziché di auto, e con atterraggio direttamente al suolo, senza una rampa di discesa. La bici non ha le marce, serve poca abilità e praticamente basta il comando di accelerazione per pedalare.
Con l'edizione originale era data la possibilità di partecipare a un concorso. Quando si supera un numero elevato di auto, il programma consente di salvare su cassetta il risultato; la cassetta andava spedita insieme al tagliando incluso nel manuale per partecipare all'estrazione di premi, come una bicicletta.

## Accoglienza
Eddie Kidd Jump Challenge fu accolto in modo variabile dalla stampa europea, in tutte le versioni. Le eventuali critiche andarono soprattutto al poco interesse a lungo termine del gioco, che poteva sembrare ripetitivo e annoiare.
La versione per Commodore 64 ricevette spesso elogi per la sua grafica d'effetto, grande e ben animata. In ogni caso i giudizi complessivi variarono da buoni fino a molto negativi, come il 31% di Zzap! o come Your Commodore che, dopo un giudizio buono alla prima uscita, quando nel 1988 recensì la riedizione economica della Ricochet scese ad appena 1/10.
Le altre versioni ricevettero anch'esse giudizi da buoni a mediocri. Diverse riviste ritennero inutile la fase iniziale in bicicletta, esclusiva di queste versioni, che dev'essere ripetuta ogni volta che si sbaglia e si deve ricominciare il gioco da capo, ma è semplice e finisce per diventare una perdita di tempo.